# Tasso Janopoulo
Tasso Janopoulo (né Atanase Jannopoulos le 16 octobre 1897 à Alexandrie et décédé le 18 novembre 1970 à Paris 12e) est un pianiste d'origine grecque naturalisé français, oncle de Georges Guétary.

## Biographie
Tasso Janopoulo est né le 16 octobre 1897 à Alexandrie.
Orphelin jeune, il fait ses débuts comme pianiste de brasserie avant de s'installer en Belgique, où il devient élève d'Arthur De Greef, qui le présente à Eugène Ysaÿe, dont il deviendra l'accompagnateur attitré. 
En 1923, il rencontre à Bruxelles Jacques Thibaud. L'année suivante, ils partent ensemble en tournée, le début d'une fructueuse collaboration et d'une longue amitié. Ils contribuent tous deux à une cinéphonie en 1935, La Fontaine d'Aréthuse. 
Tasso Janopoulo est un accompagnateur recherché, qui joue avec des artistes tels que Fritz Kreisler, Nathan Milstein, Yehudi Menuhin, Zino Francescatti, Henryk Szeryng, Kirsten Flagstad et Ninon Vallin. 
Il fut aussi coproducteur d'émissions de radio et de télévision où il aimait faire connaître des jeunes talents. Il produisit ainsi Géry Moutier en 1967 avec l'orchestre de chambre de l'ORTF.                           
Naturalisé français, Janoupoulo est l'oncle de Georges Guétary, qu'il accompagne dès 1947 pour ses débuts londoniens.                           
Il meurt le 18 novembre 1970 à Paris 12e.                           